# الأردن في الألعاب الآسيوية
شارك الأردن للمرة الأولى في دورة الألعاب الآسيوية عام 1986 حيث لم يغيب عن هذه الدورة منذ ذلك التاريخ وحتى يومنا هذا سوى مرة واحدة وكان ذلك في نسخة عام 1990 والتي جرت في العاصمة الصينية بيجين. وخلال ثماني مشاركات سابقة بالألعاب الآسيوية، تمكن الأردن من حصد 45 ميدالية ملونة من بينها 5 ميداليات ذهبية و16 ميدالية فضية و24 ميدالية برونزية.
الميداليات الـ45 التي حققها الأردن في الألعاب الآسيوية على مر التاريخ جاءت من خلال ست رياضات هي، التايكواندو (24 ميدالية) ، الكراتيه (9 ميداليات) ، الجوجيتسو (5 ميداليات) ، الملاكمة (5 ميداليات) ، بناء الأجسام (ميدالية) ، المصارعة (ميدالية).

## آسياد سول 1986

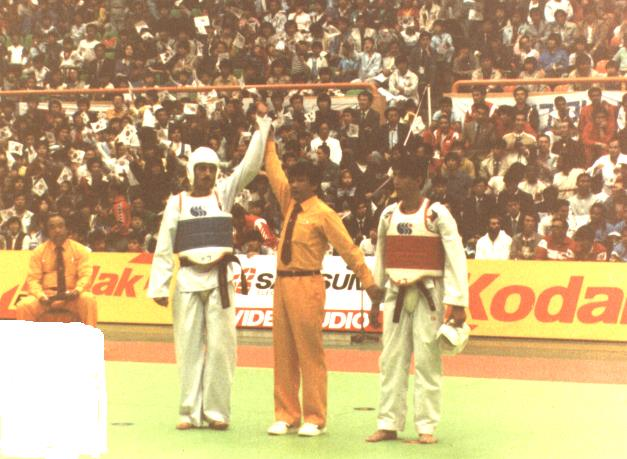
لاعب المنتخب الوطني السابق، سامر كمال ، لحظة فوزه في إحدى المباريات بآسياد 1986

شهدت النسخة العاشرة من دورة الألعاب الآسيوية والتي استضافتها العاصمة الكورية الجنوبية، سول، عام 1986، الظهور الأول للمنتخبات الوطنية الأردنية في هذه الألعاب أيّ بعد 25 عاماً من انطلاق النسخة الأولى في العام 19951.حيث مثل الأردن في هذه الألعاب 32 لاعباً ولاعبة في رياضات كرة السلة وألعاب القوى والتايكواندو والرماية ونجحت البعثة الأردنية في حصد 4 ميداليات جميعها جاءت من خلال رياضة التايكواندو، ثلاث فضيات عبر اللاعبين، أحمد علي وتوفيق نويصر وسامر كمال وبرونزية بواسطة طارق اللبابيدي.
واحتل المنتخب الوطني للتايكواندو المركز الثالث - بالشراكة مع إندونيسيا - في جدول ترتيب الميداليات في هذه الدورة خلف كوريا الجنوبية التي حصدت 7 ميداليات جميعها ذهبية وإيران التي نالت ميداليتين من بينها ميدالية ذهبية واحدة. على صعيد الترتيب الكلي للميداليات، جاء الأردن في المركز السادس عشر من أصل 22 دولة تمكنت من حصد ميدالية واحدة على الأقل والمركز الخامس عربياً من أصل ثماني دول عربية حازت على ميداليات في هذه الدورة.

## آسياد هيروشيما 1994
بعد أن سجل الأردن حضوره للمرة الأولى في تاريخ الألعاب الآسيوية خلال النسخة العاشرة والتي أقيمت في العاصمة الكورية الجنوبية، سول، في العام 1986غابت المنتخبات الأردنية عن نسخة عام 1990 في العاصمة الصينية بيجين وعادت إلى الآسياد في النسخة الثانية عشرة والتي احتضنتها مدينة هيروشيما اليابانية خلال الفترة من 2 إلى 16 تشرين الأول / أكتوبر عام 1994.
شارك في هذه النسخة من الألعاب، ما يقارب 7 آلاف رياضي يمثلون 42 لجنة أولمبية وطنية وتنافسوا في 34 رياضة خلال هذه النسخة من الألعاب، فيما مثل الأردن في هيروشيما، 13 لاعباً ولاعبة في خمس رياضات هي الفروسية ، ألعاب القوى، التايكواندو، الرماية والكراتيه.
انتزعت البعثة الأردنية في هذه الدورة 4 ميداليات مقسمة على الفضية والبرونزية وكما في نسخة 1986 كانت جميع ميداليات الأردن من نصيب رياضة التايكواندو وتحققت هذه المرة من خلال محمد الزعبي (ميدالية فضية) ، عمار فهد (ميدالية فضية) وتوفيق تويصر الذي أصبح أول رياضي أردني يحقق ميداليتين في الألعاب الآسيوية حيث نال في نسخة سول ميدالية فضية وتوج بالبرونزية في دورة هيروشيما كما حصل يوسف أبو زيد على ميدالية برونزية في هذه الدورة.
احتل الأردن بميدالياته الأربعة المركز 24 على سلم ترتيب الميداليات من أصل 32 دولة نالت ميدالية واحدة على الأقل، والمركز الخامس عربياً.

## آسياد بانكوك 1998
سجل الأردن حضوره في النسخة الثالثة عشرة من دورة الألعاب الآسيوية والتي أقيمت في العاصمة التايلاندية بانكوك خلال الفترة من 6 إلى 20 ديسمبر / كانون الأول. شارك في هذه النسخة التي أقيمت للمرة الثالثة في تايلاند بعد عامي 1966 و1970، أكثر من 6 آلاف رياضي يمثلون 41 لجنة أولمبية وطنية تنافسوا في 36 رياضة.
مثّل الأردن في هذه النسخة 38 لاعباً ولاعبة في 11 رياضة هي التايكواندو، الرماية، البولينج ، الملاكمة، رفع الأثقال ، الاسكواش ، الجودو ، الكراتيه، السباحة ، الجمباز ، ألعاب القوى. حققت البعثة الأردنية في هذه النسخة من الألعاب، 5 ميداليات، حيث تمكنت اللاعبة آلاء كتكت في أن تصبح أول سيدة أردنية تحرز ميدالية في الآسياد بعد فوزها بالميدالية الفضية في نسخة 1998 برياضة التايكواندو. كما حصد منتخب التايكواندو أيضاً فضيتين من خلال حسين الطحلة وابراهيم عقيل وبرونزية بواسطة محمد الفرارجة، كما توج الملاكم محمد أبو خديجة بالميدالية البرونزية وهذه هي المرة الأولى التي تنجح رياضة غير التايكواندو في نيل ميدالية بالآسياد بالنسبة للأردن.
واحتل الأردن المركز 25 على سلم ترتيب الميداليات من أصل 32 دولة نالت ميدالية واحدة على الأقل في هذه النسخة والمركز الثالث عربياً خلف الكويت وقطر، فيما احتلت الصين المركز الأول برصيد 274 ميدالية من بينها 129 ميدالية ذهبية.

## آسياد بوسان 2002
شارك الأردن في النسخة الرابعة عشرة من دورة الألعاب الآسيوية والتي احتضنتها مدينة بوسان الكورية الجنوبية في عام 2002 بوفد يتكون من 23 لاعباً ولاعبة يمثلون 12 رياضة هي، السباحة، الجمباز، ألعاب القوى، التايكواندو، المبارزة، كرة الطاولة، الملاكمة، رفع الأثقال، الاسكواش، الرماية، المصارعة والكراتيه.
تعتبر هذه ثاني نسخة من الألعاب الآسيوية التي تقام في كوريا الجنوبية بعد نسخة سول عام 1986 حيث شهدت مشاركة 7711 رياضياً ورياضية من 44 لجنة أولمبية وطنية.
كانت هذه هي النسخة الأقل حصداً للميداليات في تاريخ مشاركات الأردن بالآسياد حيث نال ميداليتين برونزيتين في هذه النسخة فقط تحققتا من خلال لاعبا المنتخب الوطني للتايكواندو إياد الصيفي وعلي الأسمر. واحتل الأردن في هذه النسخة المركز 34 على سلم ترتيب الميداليات من أصل 39 دولة حققت ميدالية واحدة على الأقل.

## آسياد الدوحة 2006
شارك الأردن في النسخة الخامسة عشرة من دورة الألعاب الآسيوية والتي احتضنتها العاصمة القطرية الدوحة خلال الفترة من 1 إلى 15 ديسمبر/كانون الأول عام 2006.
تكونت البعثة الأردنية المشاركة في آسياد 2006 من 98 لاعباً ولاعبة يمثلون 13 رياضة هي كرة القدم، الجمباز، ألعاب القوى، التايكواندو، كرة السلة، بناء الأجسام، الملاكمة، رفع الأثقال، البلياردو ، الفروسية، المصارعة، الشطرنج، الكراتيه.
نسخة الدوحة 2006 كانت شاهدةً على أول ميدالية ذهبية في تاريخ المشاركات الأردنية في دورات الألعاب الآسيوية وتحققت من خلال لاعب المنتخب الوطني للتايكواندو السابق محمد البخيت. إلى جانب ذهبية «البخيت» فقد حققت المنتخبات الأردنية في هذه النسخة من الآسياد 7 ميداليات من بينها ثلاث ميداليات فضية عن طريق يحيى أبو طبيخ (المصارعة) ، آلاء كتكت (التايكواندو) وجميل الخفش (التايكواندو). كما تحققت أربع ميداليات برونزية عبر اللاعبين عامر أبو عفيفة (الكراتيه) ، طلعت خليل (الكراتيه) ، المعتصم بالله خير (الكراتيه) ، أحمد السعافين (بناء الأجسام).
احتلت البعثة الأردنية المركز 25 على سلم ترتيب الميداليات من أصل 38 دولة أحرزت ميدالية واحدة على أقل.

## آسياد غوانزو 2010

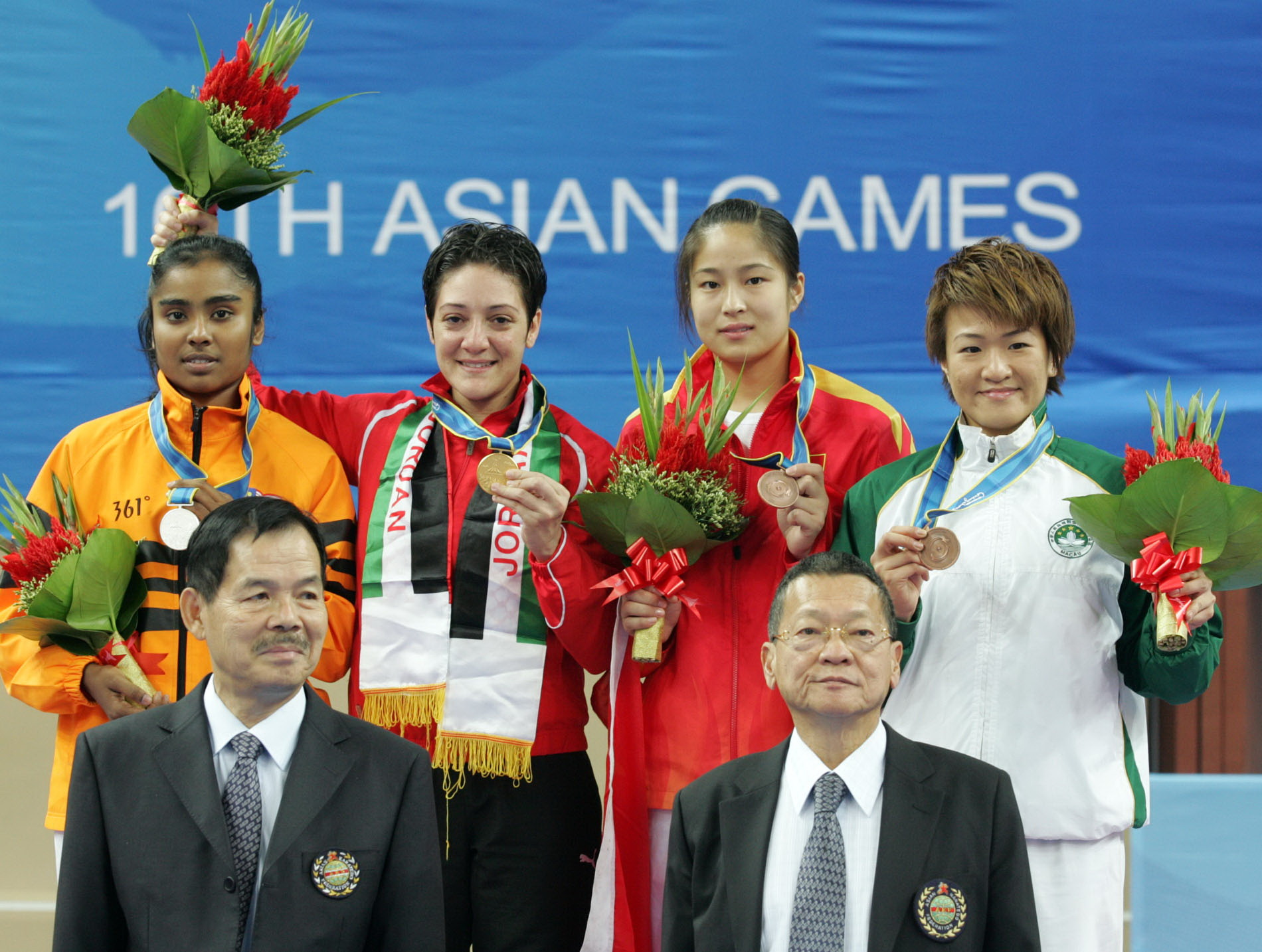
منار شعث لحظة تتويجها بالميدالية الذهبية في آسياد غوانزو عام ٢٠١٠

شارك الأردن بالنسخة السادسة عشرة من دورة الألعاب الآسيوية والتي استضافتها مدينة غوانزو الصينية خلال الفترة من 12 إلى 27 نوفمبر/تشرين الثاني عام 2010.
كان الأردن من بين 45 لجنة أولمبية وطنية شاركت في هذه النسخة من الآسياد التي شهدت التنافس في 42 رياضة من بينها 28 رياضة أولمبية و14 رياضة غير أولمبية. مثّل الأردن في هذه النسخة 86 لاعباً ولاعبة في 11 رياضة هي، كرة القدم، التايكواندو، الملاكمة، المبارزة، المصارعة، الاسكواش، الكراتيه، كرة السلة، الشطرنج، الكونغ فو والسباحة. 
تعتبر نسخة غوانزو هي المشاركة الأبرز للأردن في تاريخ مشاركاته بالألعاب الآسيوية من حيث حصيلة الميداليات الذهبية حيث نالت البعثة الأردنية في غوانزو 6 ميداليات من بينها ميداليتين ذهبيتين تحققتا من خلال لاعب المنتخب الوطني للتايكواندو السابق، نبيل طلال ، ولاعبة المنتخب الأردني للكراتيه السابقة، منار شعث ، التي أصبحت أيضاً أول سيدة أردنية تحقق ميدالية ذهبية في الآسياد.
كما نال كل من دانا حيدر (التايكواندو) وبشار النجار (الكراتيه) ميداليتين فضيتين في هذه النسخة فيما أضاف أيضاً كل من ندين دواني (التايكواندو) والمتعصم بالله خير (الكراتيه) ميداليتين برونزيتين لحصيلة الأردن في هذه النسخة من الألعاب الآسيوية.

## آسياد إنتشون 2014
أقيمت النسخة السابعة عشرة من دورة الألعاب الآسيوية في مدينة إنتشون الكورية الجنوبية خلال الفترة من 19 سبتمبر إلى 4 أكتوبر عام 2014 وهذه هي المرة الثالثة التي تستضيف فيها كوريا الجنوبية دورة الألعاب الآسيوية بعد عامي 1986 و2002. شهدت هذه النسخة مشاركة 9501 لاعباً ولاعبة يمثلون 45 لجنة أولمبية وطنية تنافسوا في 36 رياضة تتضمن 439 فعالية.
شارك الأردن في هذه النسخة بوفد يتكون من 97 لاعباً ولاعبة يمثلون 12 رياضة هي، الملاكمة، الكراتيه، التايكواندو، كرة القدم، المصارعة، الجودو، السكواش، كرة السلة، ترايثلون ، رفع الأثقال، الوشو والدراجات.
نجحت البعثة الأردنية في حصد 4 ميداليات في هذه النسخة، حيث نال لاعب المنتخب الوطني للكراتيه عبدالرحمن المصاطفة، الميدالية الفضية، في منافسات وزن تحت 60 كغم بعد تحقيقه ثلاث انتصارات قبل أن يخسر النزال النهائي أمام لاعب المنتخب الإيراني أمير مهدي زاده. كما توج ملاكم المنتخب الأردني، عدي الهنداوي ، بالميدالية الفضية في منافسات وزن 75 كغم بعد تحقيقه ثلاث انتصارات قبل أن يخسر المباراة النهائية على يد الكازاخستاني زانيبيك أليمخانولي. وحقق كذلك الملاكمان، عبادة الكسبة وإيهاب المتبولي، ميداليتان برونزيتان في منافسات وزنيهما.
واحتل الأردن المركز 31 على سلم ترتيب جدول الميداليات من أصل 37 دولة حققت ميدالية واحدة على الأقل .

## آسياد إندونيسيا 2018

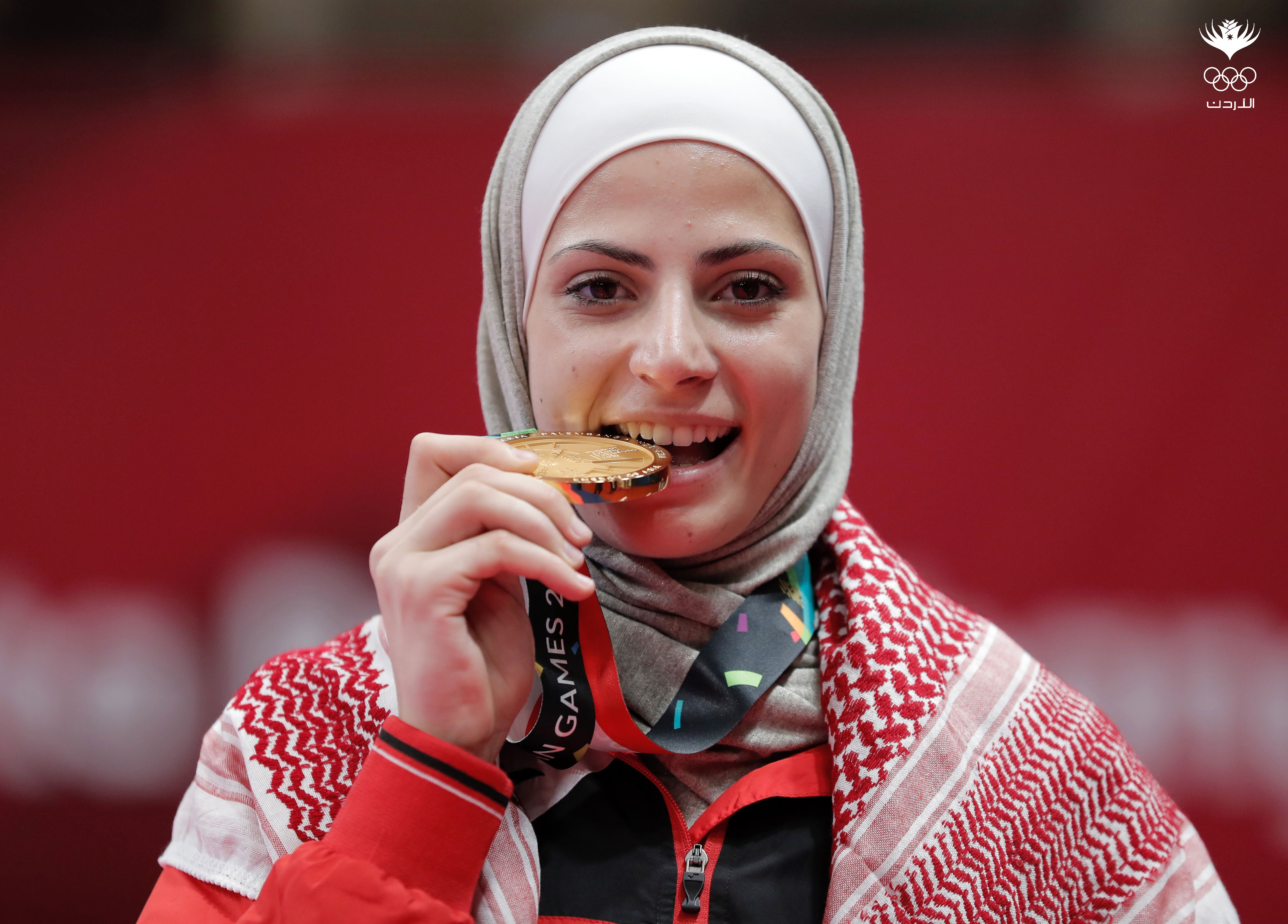
جوليانا الصادق لحظة تتويجها بالميدالية الذهبية في آسياد إندونيسيا 2018

أقيمت النسخة الثامنة عشرة من دورة الألعاب الآسيوية في مدينتي جاكرتا وباليمبانج بإندونيسيا خلال الفترة من 18 أغسطس وحتى 2 سبتمبر عام 2018.
ومثل الأردن في هذه النسخة من الألعاب الآسيوية 35 لاعباً ولاعبة في ثمان رياضات هي التايكواندو، السباحة، كرة السلة 3X3، الملاكمة، الجوجيتسو، ألعاب القوى، الكراتيه والجودو. كما شارك في آسياد إندونيسيا المنتخب الأردني للبريدج، نظراً لالتزامه بهذه المشاركة بعد أن ساهم اتحاد اللعبة الأردني في إدراج هذه الرياضة للمرة الأولى في تاريخ الألعاب الآسيوية. ونجح الأردن في هذه النسخة من الآسياد بحصد أكبر عدد من الميداليات في تاريخ مشاركات الأردن بالألعاب الآسيوية وتمثل ذلك بـ 12 ميدالية من بينها ذهبيتان وفضية واحدة وتسع ميداليات برونزية. 
نال اللاعبان جوليانا الصادق (التايكواندو) وحيدر الرشيد (الجوجيتسو) ، ميداليتين ذهبيتين، في هذه النسخة من الآسياد وأصبحت جوليانا الصادق أول لاعبة تايكواندو أردنية وعربية تحقق ميدالية ذهبية في تاريخ الألعاب الآسيوية كما فاز لاعب الجوجيتسو، زيد سامي جرندوقة، بالميدالية الفضية، وجاءت الميداليات التسعة البرونزية من خلال اللاعبين واللاعبات : حمزة قطان (تايكواندو) ، صالح الشرباتي (تايكواندو) ، أحمد أبو غوش (تايكواندو) ، يارا قاقيش (الجوجيتسو) ، فريح الحراحشة (الجوجيتسو) ، عبد الكريم الرشيد (الجوجيتسو) ، عبدالرحمن المصاطفة (الكراتيه) ، بشار النجار (الكراتيه) ، زياد عشيش (الملاكمة).
واحتلت البعثة الأردنية في هذه النسخة من الآسياد المركز 23 على سلم ترتيب الميداليات من بين 45 دولة شاركت في هذه الدورة وحلت بالمركز الخامس عربياً.